# Lonchophylla thomasi
Lonchophylla thomasi é uma espécie de morcego da família Phyllostomidae. Pode ser encontrada na Bolívia, Brasil, Peru, Equador, Colômbia, Panamá, Venezuela, Guiana, Suriname e Guiana Francesa.